# Norman Warwick
Norman Warwick (* 14. Juli 1920 in London, Vereinigtes Königreich; † 26. August 1994 in Surrey) war ein britischer Kameramann.

## Leben und Wirken
Warwick verließ im Alter von 14 Jahren die Schule und ging zu British International Pictures in Elstree, wo man ihn als zweiten Kameraassistenten einstellte. 1943 rückte der Londoner zum einfachen Kameramann (sog. camera operator) auf. In dieser Funktion wirkte Norman Warwick bis 1957 an einer Reihe von recht bekannten Unterhaltungsfilmproduktionen mit, darunter The Way Ahead, Private Angelo, Das tanzende Wien, Glücklich und verliebt, Mit Küchenbenutzung, Treffpunkt Moskau, Der königliche Rebell, Duell im Dschungel, Mai 1943 – Die Zerstörung der Talsperren, I Am a Camera, Fledermaus 1955 und Tarzan und die verschollene Safari. Zwischendurch hatte Warwick 1955 bei zwei Billigstproduktionen seinen Einstand als Chefkameramann gegeben.
Seit den frühen 1960er Jahren arbeitete Warwick häufig als Chefkameramann, nahezu durchgehend für B-Filme. In dieser Funktion betreute er bis zu seinem Karriereende 1985 vor allem Horrorfilme und Science-Fiction-Geschichten mit Grusel-Touch. Oftmals arbeitete er dabei mit dem Genre-Spezialisten Freddie Francis zusammen. Norman Warwick leitete mehrfach auch die Second-Unit-Kamerateams bei aufwendigen A-Produktionen wie Moby Dick, Yangtse-Zwischenfall, Eiskalt in Alexandrien, Mein Freund, der Diamanten-Joe, Der Fänger, Geheimaktion Crossbow, Charlie staubt Millionen ab und Das vergessene Tal. Seine Fernseharbeit beschränkte sich vor allem auf zwei Serien der Spielzeit 1958/59 (Sea Hawk und Flying Doctor). 1984 schuf Warwick die optischen Spezialeffekte bei der Orwell-Neuverfilmung 1984.

## Filmografie
- 1951: Glücklich und verliebt (Happy Go Lovely) (Kameraführer)
- 1955: You Can’t Escape
- 1955: Tons of Trouble
- 1957: Small Hotel
- 1957: Das Briefgeheimnis (The Young and the Guilty)
- 1958: A Lady Mislaid
- 1960: Follow That Horse !
- 1960: The Trunk
- 1961: Während einer Nacht (During One Night)
- 1961: The Long Shadow
- 1961: Stork Talk
- 1966: Der Foltergarten des Dr. Diabolo (Torture Garden)
- 1967: Sie kamen von jenseits des Weltraums (They Came From Beyond the Space)
- 1969: Hering in Portwein (Spring and Port Wine)
- 1971: Das Schreckenskabinett des Dr. Phibes (The Abominable Dr. Phibes)
- 1971: Geschichten aus der Gruft (Tales From the Crypt)
- 1971: Dr. Jekyll und Sister Hyde (Dr. Jekyll and Sister Hyde)
- 1972: Nachts, wenn das Skelett erwacht (The Creeping Flesh)
- 1973: Verrückt und gefährlich (The Final Programme)
- 1973: Geschichten, die zum Wahnsinn führen (Tales That Witness Madness)
- 1973: Ein Hamburger für zehn Millionen (Take Me High)
- 1974: Ohne Hemd und ohne Höschen – Der Fensterputzer (Confessions of a Window Cleaner)
- 1979: The Kids Are Alright (The Kids Are Alright) (Dokumentarfilm)
- 1979: Horror-Baby (The Godsend)
- 1985: The Doctor and the Devils